# Pastore (famiglia)

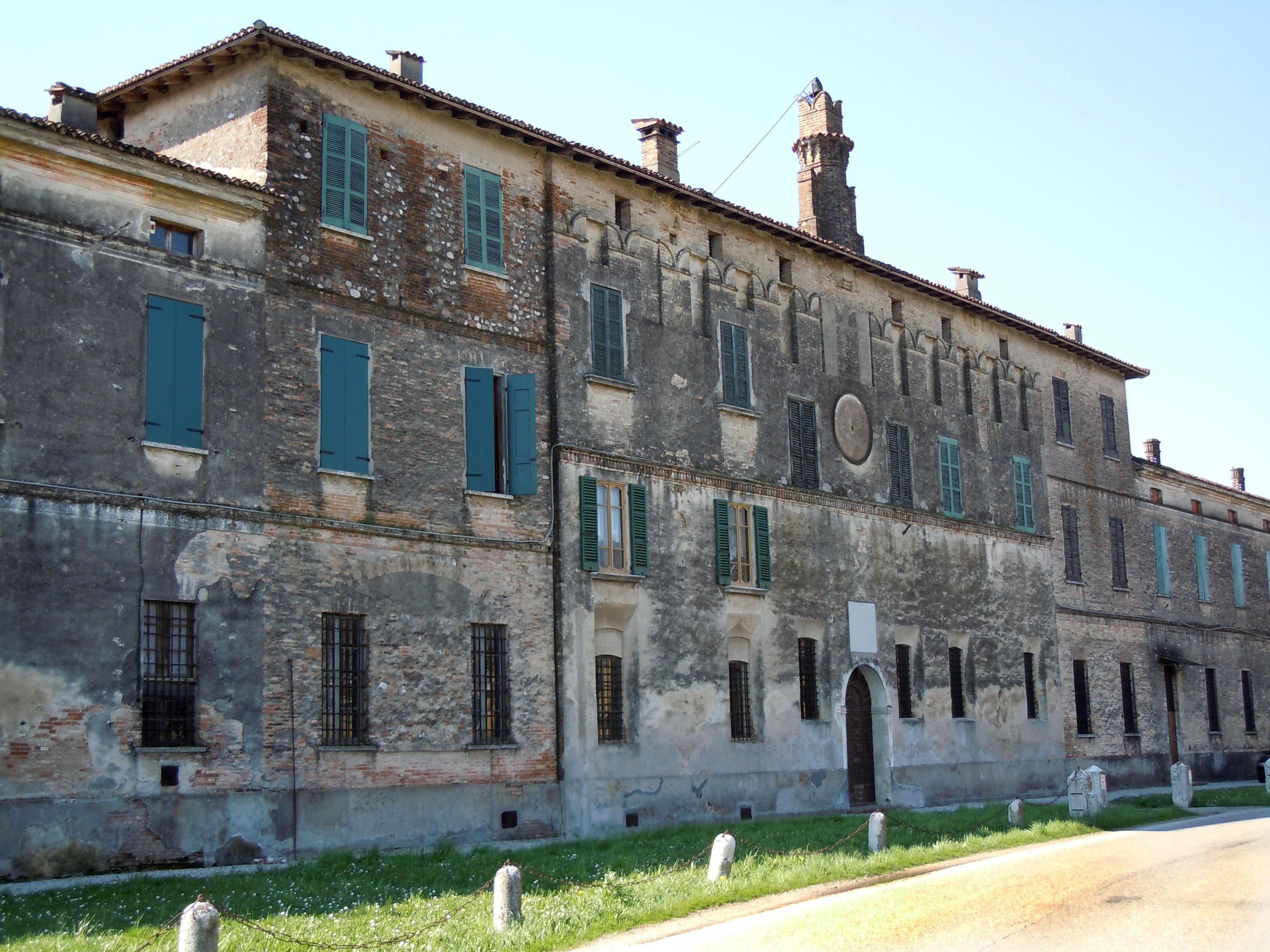
San Martino Gusnago, Palazzo Secco-Pastore

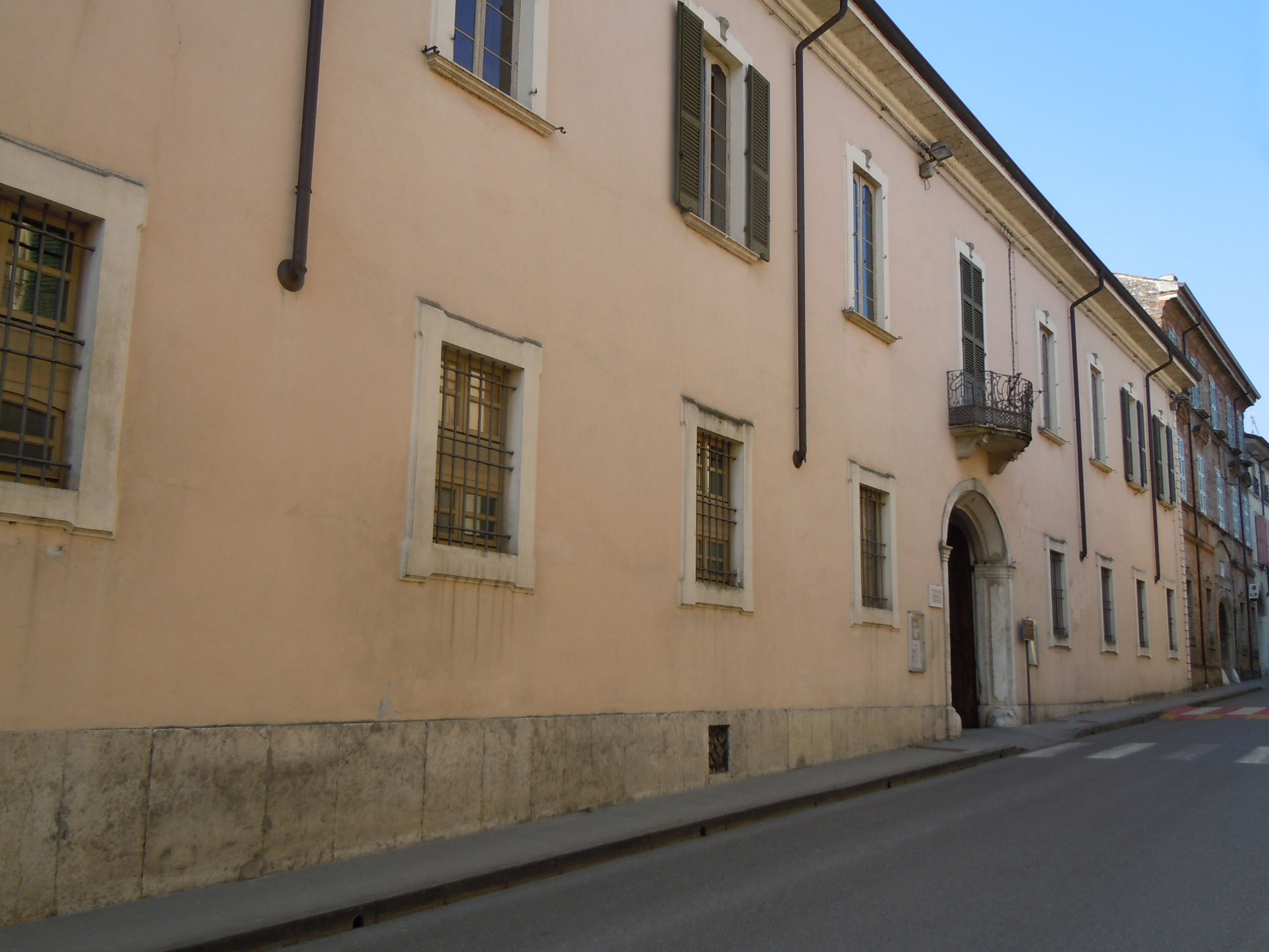
Castiglione delle Stiviere, Palazzo Pastore

Pastore è un'antica nobile famiglia mantovana risalente al XVII secolo, originaria di Castiglione delle Stiviere.

## Storia e personalità illustri
Acquisirono vaste proprietà terriere ed edifici storici in San Martino Gusnago alla fine del Settecento, anticamente appartenuti ai Gonzaga di Mantova, ad Aloisio Gonzaga del ramo di Castel Goffredo e in seguito ai conti Giannini. In Castiglione delle Stiviere fecero edificare, intorno al 1820, il loro palazzo, ora adibito a pubblici uffici, sulle rovine di un edificio del Cinquecento, al quale collaborò anche l'architetto bresciano Rodolfo Vantini. La famiglia si dedicò anche all'industria serica, fiorente nella zona da tempi antichi.
Personaggi illustri della famiglia furono:
- Aloisio Pastore (?-1664)
- Giuseppe Ignazio I Pastore (XVII secolo), possidente terriero
- Francesco Alceo Pastore (XVII secolo), imprenditore
- Giuseppe Ignazio II Pastore (?-1863), possidente terriero
- Carlo Pastore (?-1871), avvocato e possidente
- Giovanni Battista Pastore (XIX secolo), possidente
- Alceo Pastore (1858-1946), imprenditore e deputato al Parlamento del Regno d'Italia
- Cesare Pastore (1822-1889), patriota e senatore del Regno d'Italia

## Possedimenti
- Palazzo Secco-Pastore, a San Martino Gusnago di Ceresara[2]
- Palazzo Pastore, a Castiglione delle Stiviere[3][4]
- Parco Pastore, a Castiglione delle Stiviere[5]
- Palazzo Pastore, a Cavriana

## Arma
Agnello al naturale, al braccio tenente una bandiera, accompagnato in capo da tre stelle di sei raggi d'oro, il tutto in campo rosso.